# Eriocephalus
Eriocephalus es un género de plantas pertenecientes a la familia Asteraceae. Comprende 74 especies descritas y solo 35 aceptadas. Son originarias de Sudáfrica.

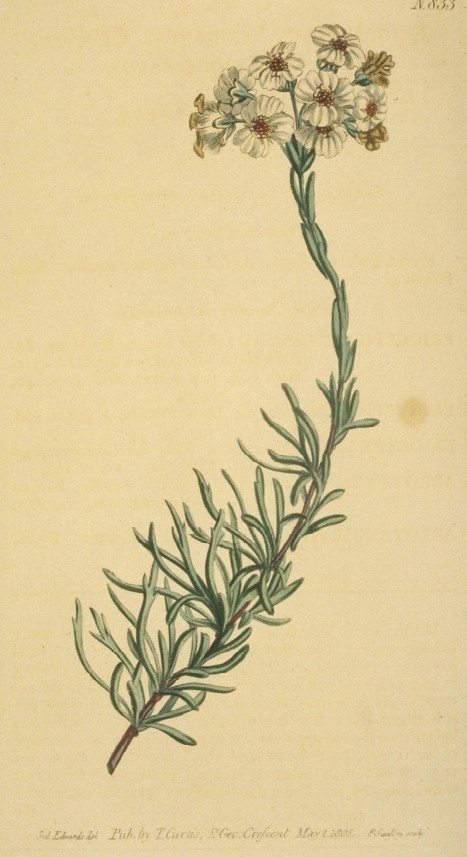
Ilustración de Eriocephalus africanus

## Taxonomía
El género fue descrito por Carlos Linneo y publicado en  Species Plantarum 2: 926. 1753.

## Especies aceptadas
A continuación se brinda un listado de las especies del género Eriocephalus aceptadas hasta junio de 2012, ordenadas alfabéticamente. Para cada una se indica el nombre binomial seguido del autor, abreviado según las convenciones y usos:
- Eriocephalus africanus L.
- Eriocephalus ambiguus (DC.) M.A.N.Müll.
- Eriocephalus aromaticus C.A.Sm.
- Eriocephalus brevifolius (DC.) M.A.N.Müll.
- Eriocephalus capitellatus DC.
- Eriocephalus decussatus Burch.
- Eriocephalus dinteri S.Moore
- Eriocephalus ericoides (L.f.) Druce
- Eriocephalus eximius DC.
- Eriocephalus giessii M.A.N.Müll.
- Eriocephalus glandulosus M.A.N.Müll.
- Eriocephalus grandiflorus M.A.N.Müll.
- Eriocephalus karooicus M.A.N.Müll.
- Eriocephalus kingesii Merxm. & Eberle
- Eriocephalus klinghardtensis M.A.N.Müll.
- Eriocephalus longifolius M.A.N.Müll.
- Eriocephalus luederitzianus O.Hoffm.
- Eriocephalus macroglossus B.Nord.
- Eriocephalus merxmuelleri M.A.N.Müll.
- Eriocephalus microcephalus DC.
- Eriocephalus microphyllus DC.
- Eriocephalus namaquensis M.A.N.Müll.
- Eriocephalus pauperrimus Merxm. & Eberle
- Eriocephalus pedicellaris DC.
- Eriocephalus pinnatus O.Hoffm.
- Eriocephalus punctulatus DC.
- Eriocephalus purpureus Burch.
- Eriocephalus racemosus L.
- Eriocephalus scariosus DC.
- Eriocephalus sericeus Gaudich.
- Eriocephalus spinescens Burch.
- Eriocephalus tenuifolius DC.
- Eriocephalus tenuipes C.A.Sm.
- Eriocephalus tuberculosus DC.
- Eriocephalus umbellatus Auct.